# Linia kolejowa Szawle – Kretynga
Linia kolejowa Szawle – Kretynga – linia kolejowa na Litwie łącząca stację Szawle ze stacją Kretynga.
Linia na całej długości jest niezelektryfikowana. Liczba torów jest zmienna i wynosi na poszczególnych odcinkach:
- Szawle – Kužiai - linia dwutorowa
- Kužiai – podg. 248,2 km - linia jednotorowa
- podg. 248,2 km – Raudėnai - linia dwutorowa
- Raudėnai – podg. 278,6 km - linia jednotorowa
- podg. 278,6 km – Lieplaukė - linia dwutorowa
- Lieplaukė – Kūlupėnai  - linia jednotorowa
- Kūlupėnai – podg. 344,6 km - linia dwutorowa
- podg. 344,6 km – Kretynga - linia jednotorowa

## Historia
Odcinek Szawle – Kužiai powstał w 1871 jako część drogi żelaznej libawsko-romeńskiej. Początkowo linia leżała w Imperium Rosyjskim, w 1918 znalazła się w granicach Litwy.
Po odzyskaniu przez Litwę niepodległości, przebieg linii kolejowych odziedziczony po zaborcach, nie był przystosowany do granic nowego państwa. Linia przebiegająca wzdłuż wybrzeża Bałtyku nie miała bezpośredniego połączenia z resztą kraju i transporty nad morze m.in. ze stołecznego Kowna, musiały przejeżdżać przez Łotwę. Problem ten narósł szczególnie po przyłączeniu w 1923 do Litwy portu w Kłajpedzie. Dlatego postanowiono wybudować linię łączącą stację Kužiai dawnej kolei libawsko-romeńskiej ze stacją Kretynga linii Lipawa - Kłajpeda.
W 1926 wybudowano odcinek Kužiai - Telsze. Następnie prace zostały wstrzymane. Pozostałą część linii z Telsz do Kretyngi wybudowano w latach 1930-1932.  29 października 1932 na stacji Kretynga miało miejsce uroczyste otwarcie linii z udziałem najważniejszych osób w państwie, na czele z prezydentem Antanasem Smetoną i premierem Juozasem Tūbelisem.
W latach 1940–1991 linia leżała w Związku Sowieckim. Od 1991 ponownie znajduje się w granicach niepodległej Litwy.